# Loïc Merel
Loïc Merel (Carhaix-Plouguer, Bretanha, 13 de agosto de 1965) é um matemático francês. Suas áreas de pesquisa incluem forma modular e teoria dos números.
Merel estudou na Escola Normal Superior de Paris. Obteve um doutorado em 1993 na Universidade Pierre e Marie Curie, orientado por Joseph Oesterlé. Sua tese sobre símbolos modulares foi inspirada no trabalho de Yuri Manin e Barry Mazur da década de 1970. Merel recebeu diversos prêmios, incluindo o Prêmio EMS da European Mathematical Society e o Prêmio Blumenthal pelo avanço da pesquisa em matemática pura.